# Seabra (ort)
Seabra är en ort i Brasilien.   Den ligger i kommunen Seabra och delstaten Bahia, i den östra delen av landet, 800 km nordost om huvudstaden Brasília. Seabra ligger 823 meter över havet och antalet invånare är 16 764.
Terrängen runt Seabra är kuperad norrut, men söderut är den platt. Seabra ligger nere i en dal. Det finns inga andra samhällen i närheten.
Omgivningarna runt Seabra är huvudsakligen savann. Runt Seabra är det glesbefolkat, med 15 invånare per kvadratkilometer.